# مرش زراعي
المرش الزراعي أو المرذاذ هو أحد معدات الآلات الزراعية الذي يعمل على رش المبيدات الزراعية والأسمدة الذائبة على النباتات بسرعة ودقة وتناسق في الكميات ما بين النباتات المرشوشة. مع تطور القطاع الزراعي في العالم و أتساع الأراضي الزراعية مع أزدياد متطلبات الحياة من الغذاء وتنوع المنتوجات الزراعية مرافقأ له أزدياد في أنواع الآفات والأمراض النباتية، فأن هذه الأسباب تحتاج إلى عمليات زراعية متكررة وكثيرة وتحتاج السرعة والدقة في العمل، ولهذا وجب تدخل المكننة الزراعية التي ساعدت على وجود المرش الزراعي.

## وظيفة المرش الزراعي
يعمل المرش الزراعي على تكسير السوائل إلى قطرات، ثم يعمل على توزيعها بشكل متناسق على سطح النبات والتربة، بالأضافة إلى ذلك يقوم بتنظيم كمية المادة المرشوشة عليهما.

## أنواع المرش الزراعي
للمرش الزراعي نوعان رئيسيان كما يلي:-

### 1-المرش اليدوي (Manual Operated)
في هذا النوع من المرشات يكون مصدر الطاقة لعمل المرش من العامل يدوياً من خلال تحريك ذراع باليد.

### 2-المرش الآلي (Power Operated)
في هذا النوع من المرشات يكون مصدر الطاقة لعمل المرش من مصدر آلي مثل الجرار الزراعي أو يكون للمرش محرك ويمكن التحرك به من مكان إلى آخر داخل و خارج الحقل من دون الارتباط مع الجرار الزراعي، ومن الأمثلة على المرشات الآليةHydro-Pneumatic Sprayers.

## أجزاء و مكونات المرش الزراعي
يتكون المرش الزراعي من أجزاء مرتبة ترتيباً متسلسلاً كي تتم العملية بشكل صحيح ومنتظم وذو كفاءة عالية كما يلي:-
1-الخزان (Tank) :- وهو المكان الذي يتم وضع المبيدات أو المواد المراد رشها ويحتوي في الأعلى على فتحة لها غطاء و فلتر (Filter) كي يمنع دخول الشوائب إلى الخزان .
2-الفلتر (Suction Filter) :- وهو عبارة عن فلتر بعد الخزان وقبل المضخة يعمل على إزالة الشوائب من السائل الآتي من الخزان إلى المضخة.
3-المضخة (Pump) :- وتعمل هذه المضخة على سحب السائل وضخه بأتجاه المرشات.
4-صمامات السيطرة (Relleve & Control Valves):- وتعمل هذه الصمامات على تنظيم ضغط المياه الآتية من المضخة إلى المرشات حتى يتناسب مع كمية السائل المراد رشه و ضغطة.
5-فلتر التسليم (Delivery Filter) :- يعمل هذا الفلتر على تنقية السوائل المتجهه إلى الرشاشات من إي شوائب عالقة بها، للحماية من أنسداد الخطوط.
6-صمامات الأتجاه (Direction Valves) :- تعمل هذه الصمامات على توزيع السوائل بالتساوي وحسب الأستخدام.
7-البووم (Boom) :- وهو عبارة عن أنبوب طويل يرتبط مع المرشات ويقوم بتوزيع المياه على المرشات التي تنبعث إليها المياه من صمامات الأتجاه وحسب الأتجاه المحدد.
8-المرشات (Nozzles) :- وهم عبارة عن الثقوب التي تخرج منها المياه وتكون الثقوب فيها حسب قطر معين ومتساوي لجميع المرشات ويمكن التحكم بشكل الرشة وحجمها ومعدل تدفق السائل منها.
9-مصدر الطاقة (Power Source) :- ويعمل على تزويد المحرك بالطاقة اللازمة على سحب وضخ السوائل من الخزان إلى المرشات حسب ضغط معين.
10-الخط الراجع (Return Line) :- ويعمل هذا الخط عمل (Hydraulic Agitator) ويحافظ على تجانس المبيد داخل الخزان.